# United States Chess Championship
Die United States Chess Championship (kurz U.S. Chess Championship, deutsch „Schachmeisterschaft der Vereinigten Staaten“) ist ein jährliches Einladungsturnier, bei dem ein Meister unter den Schachspielern der USA ermittelt wird. Nicht verwechselt werden darf sie mit der United States Open Chess Championship, der offenen Schachmeisterschaft der USA.
Von 1909 bis 1936 war Frank Marshall der anerkannt beste Spieler in den USA, der seinen Titel in Wettkämpfen gegen Herausforderer verteidigte. Nachdem er freiwillig zurückgetreten war, wurde der Landesmeister ab 1936 in Turnieren ermittelt, die von der United States Chess Federation veranstaltet wurden. Bis 1999 wurde die Meisterschaft als Rundenturnier mit wechselnden Teilnehmerzahlen ausgetragen. Zwischen 1999 und 2006 richtete die Seattle Chess Foundation (später: America's Foundation for Chess) das Turnier nach dem Schweizer System aus. Nach deren Rückzug wurde die Meisterschaft 2007 und 2008 in Stillwater, Oklahoma ausgespielt. Seit 2009 ist der Austragungsort im Chess Club and Scholastic Center in St. Louis, Missouri.

## Turniersieger ab 1936
| #  | Jahr   | Gewinner                                                | Bemerkungen |
| -- | ------ | ------------------------------------------------------- | --- |
| 1  | 1936   | Samuel Reshevsky                                        | |
| 2  | 1938   | Samuel Reshevsky                                        | |
| 3  | 1940   | Samuel Reshevsky                                        | |
| -  | 1941   | Samuel Reshevsky                                        | Reshevsky gewinnt gegen Israel Albert Horowitz. |
| 4  | 1942   | Samuel Reshevsky                                        | Eine Fehlentscheidung der Turnierleitung führt zu einem zwischen Reshevsky und Isaac Kashdan unentschiedenen Turnierausgang. Sechs Monate später gewinnt Reshevsky einen Stichkampf. |
| 5  | 1944   | Arnold Denker                                           | |
| -  | 1946   | Arnold Denker                                           | Denker gewinnt gegen Herman Steiner. |
| 6  | 1946   | Samuel Reshevsky                                        | |
| 7  | 1948   | Herman Steiner                                          | |
| 8  | 1951   | Larry Evans                                             | |
| -  | 1952   | Larry Evans                                             | Evans gewinnt gegen Herman Steiner. |
| 9  | 1954   | Arthur Bisguier                                         | |
| 10 | 1957/8 | Bobby Fischer                                           | Fischer wird mit 14 Jahren der jüngste Champion aller Zeiten. |
| 11 | 1958/9 | Bobby Fischer                                           | |
| 12 | 1959/0 | Bobby Fischer                                           | |
| 13 | 1960/1 | Bobby Fischer                                           | |
| 14 | 1961/2 | Larry Evans                                             | |
| 15 | 1962/3 | Bobby Fischer                                           | |
| 16 | 1963/4 | Bobby Fischer                                           | Fischer gewinnt, bisher unerreicht, alle Spiele des Turniers. |
| 17 | 1965   | Bobby Fischer                                           | |
| 18 | 1966   | Bobby Fischer                                           | Fischers achter Sieg bei der achten Teilnahme |
| 19 | 1968   | Larry Evans                                             | |
| 20 | 1969   | Samuel Reshevsky                                        | |
| 21 | 1972   | Robert Byrne                                            | Byrne gewinnt 9 Monate nach dem eigentlichen Turnier gegen Samuel Reshevsky und Lubomir Kavalek.                                                                                     |
| 22 | 1973   | Lubomir Kavalek John Grefe                              | |
| 23 | 1974   | Walter Browne                                           | |
| 24 | 1975   | Walter Browne                                           | |
| 25 | 1977   | Walter Browne                                           | |
| 26 | 1978   | Lubomir Kavalek                                         | |
| 27 | 1980   | Walter Browne Larry Christiansen Larry Evans            | |
| 28 | 1981   | Walter Browne Yasser Seirawan                           | |
| 29 | 1983   | Walter Browne Larry Christiansen Roman Dzindzichashvili | |
| 30 | 1984   | Lev Alburt                                              | |
| 31 | 1985   | Lev Alburt                                              | |
| 32 | 1986   | Yasser Seirawan                                         | |
| 33 | 1987   | Joel Benjamin Nick de Firmian                           | |
| 34 | 1988   | Michael Wilder                                          | |
| 35 | 1989   | Roman Dzindzichashvili Stuart Rachels Yasser Seirawan   | |
| 36 | 1990   | Lev Alburt                                              | Turnier im K.-o.-System |
| 37 | 1991   | Gata Kamsky                                             | Turnier im K.-o.-System |
| 38 | 1992   | Patrick Wolff                                           | |
| 39 | 1993   | Alexander Shabalov Alex Yermolinsky                     | |
| 40 | 1994   | Boris Gulko                                             | Gulko wurde als bisher einziger US-Meister und Meister der Sowjetunion. |
| 41 | 1995   | Nick de Firmian Patrick Wolff Alexander Ivanov          | |
| 42 | 1996   | Alex Yermolinsky                                        | |
| 43 | 1997   | Joel Benjamin                                           | |
| 44 | 1998   | Nick de Firmian                                         | |
| 45 | 1999   | Boris Gulko                                             | |
| 46 | 2000   | Joel Benjamin                                           | |
| 47 | 2002   | Larry Christiansen                                      | |
| 48 | 2003   | Alexander Shabalov                                      | |
| 49 | 2005   | Hikaru Nakamura                                         | Das Turnier wurde 2004 ausgetragen, figuriert aber aus rechtlichen Gründen als Meisterschaft von 2005.                                                                               |
| 50 | 2006   | Alexander Onischuk                                      | |
| 51 | 2007   | Alexander Shabalov                                      | |
| 52 | 2008   | Yury Shulman                                            | |
| 53 | 2009   | Hikaru Nakamura                                         | |
| 54 | 2010   | Gata Kamsky                                             | Kamsky gewinnt im Stichkampf gegen Yury Shulman. |
| 55 | 2011   | Gata Kamsky                                             | |
| 56 | 2012   | Hikaru Nakamura                                         | |
| 57 | 2013   | Gata Kamsky                                             | Kamsky gewinnt im Stichkampf gegen Alejandro Ramírez. |
| 58 | 2014   | Gata Kamsky                                             | Kamsky gewinnt im Stichkampf gegen Varuzhan Akobian. |
| 59 | 2015   | Hikaru Nakamura                                         | |
| 60 | 2016   | Fabiano Caruana                                         | |
| 61 | 2017   | Wesley So                                               | So gewinnt im Stichkampf gegen Alexander Onischuk. |
| 62 | 2018   | Sam Shankland                                           | |
| 63 | 2019   | Hikaru Nakamura                                         | |
| 64 | 2020   | Wesley So                                               | Als Schnellschachturnier online ausgetragen |
| 65 | 2021   | Wesley So                                               | Nach Stichkampf mit Fabiano Caruana und Samuel Sevian |
| 66 | 2022   | Fabiano Caruana                                         | |
| 67 | 2023   | Fabiano Caruana                                         | |
| 68 | 2024   | Fabiano Caruana                                         | |

## Fernschachmeister der Vereinigten Staaten
1. Anthony Cayford (1974–1976)
2. Eugene Martinovsky (1976–1978)
3. Victor Contoski (1978–1980)
4. Curtis Carlson (1980–1982)
5. Paul Fielding - Kiven Plesset (1983–1985)
6. Robert Reynolds (1985–1987)
7. David Taylor (1987–1990)
8. Marc Lonof - Eugene Martinovsky (1990–1993)
9. Stephen Jones (1991–1993)
10. Jon Edwards (1993–1997)
11. Stephen Jones - Timothy Murray - Robin Smith (1995–1998)
12. Craig Jones - Konstantin Dolgitser (1997–2000)
13. Robin Smith (1999–2002)
14. Randy  Schmidt (2002–2005)[4]
15. Edward Duliba (2003–2006)[5]
16. Lawrence Coplin - Thomas Biedermann (2007–2010)[6]
17. Edward Duliba (2008–2010)[7]
18. John Ballow (2009–2011)[8]
19. Wolff Morrow (2012–2014)[9]
20. Grayling Hill (2014–2015)[10]
21. Oliver Koo (2018–2021)[11]
22. Kenneth Reinhardt (2020–2022)[12]
23. Robert Cousins -  Thomas Biedermann (2022–2023)[13]